# Dictyna abundans
Dictyna abundans là một loài nhện trong họ Dictynidae.
Loài này thuộc chi Dictyna. Dictyna abundans được Ralph Vary Chamberlin & Wilton Ivie miêu tả năm 1941.